# Grown-ish
Grown-ish  – amerykański serial telewizyjny (sitcom), który jest spin-offem Czarno to widzę (Black-ish), stworzonym przez Kenyę Barrisa. Serial jest emitowany od 3 stycznia 2018 roku przez Freeform.
Serial skupia się na Zoey Johnson, córce Andre i Rainbow, która rozpoczyna naukę w college’u.

## Obsada

### Główna
- Yara Shahidi jako Zoey Johnson
- Deon Cole jako Charlie Telphy
- Trevor Jackson jako  Aaron[2]
- Emily Arlook jako  Nomi Segal[3]
- Francia Raisa jako  Ana Torres[4]
- Jordan Buhat jako  Vivek Shah[4]
- Chris Parnell jako  Dean Parker[2]

### Drugoplanowe
- Chloe Bailey jako  Sky Forster[4]
- Halle Bailey jako  Jazz Forster[4]

### Gościnne występy
- Anthony Anderson jako Andre „Dre” Johnson Sr.
- Tracee Ellis Ross jako dr Rainbow „Bow” Johnson

## Odcinki
| Sezon | Odcinki | Oryginalna emisja w Freeform | Oryginalna emisja w Freeform |
| Sezon | Odcinki | Premiera sezonu              | Finał sezonu                 |
| ----- | ------- | ---------------------------- | ---------------------------- |
| 1     | 13      | 3 stycznia 2018              | 28 marca 2018                |
| 2     | 21      | 2 stycznia 2019              | 7 sierpnia 2019              |
| 3     | 17      | 16 stycznia 2020             | 21 stycznia 2021             |
| 4     | 18      | 8 lutego 2021                | 24 marca 2022                |

### Sezon 1 (2018)
| Nr | #  | Tytuł                                        | Reżyseria        | Scenariusz                                | Premiera Freeform |
| -- | -- | -------------------------------------------- | ---------------- | ----------------------------------------- | ----------------- |
| 1  | 1  | Late Registration                            | Kevin Bray       | Kenya Barris, Jenifer Rice-Genzuk Henry,  | 3 stycznia 2018   |
| 2  | 2  | Bitch, Don't Kill My Vibe                    | Stella Meghie    | Jordan Reddout, Gus Hickey                | 3 stycznia 2018   |
| 3  | 3  | If You're Reading This, It's Too Late        | Steven Caple Jr. | Hale Rothstein                            | 10 stycznia 2018  |
| 4  | 4  | Starboy                                      | John Fortenberry | Elaine Welteroth, Chad Sanders            | 17 stycznia 2018  |
| 5  | 5  | C.R.E.A.M. (Cash Rules Everything Around Me) | Pete Chatmon     | Craig Doyle                               | 24 stycznia 2018  |
| 6  | 6  | Cashin' Out                                  | Todd Biermann    | Chris Spencer                             | 31 stycznia 2018  |
| 7  | 7  | Un-Break My Heart                            | Steven Tsuchida  | Kara Brown                                | 7 lutego 2018     |
| 8  | 8  | Erase Your Social                            | Amy York Rubin   | Vanessa McGee                             | 14 lutego 2018    |
| 9  | 9  | Who Gon Stop Me                              | Eric Dean Seaton | Melanie Kirschbaum, Alexandra Decas       | 28 lutego 2018    |
| 10 | 10 | It's Hard Out Here for a Pimp”               | Marta Cunningham | Hale Rothstein, Jenifer Rice-Genzuk Henry | 7 marca 2018      |
| 11 | 11 | Safe and Sound                               | Silver Tree      | Helen Krieger, Emily Miller               | 14 marca 2018     |
| 12 | 12 | Crew Love                                    | Pete Chatmon     | Hale Rothstein, Jenifer Rice-Genzuk Henry | 21 marca 2018     |
| 13 | 13 | Back & Fourth                                | Steven Caple Jr. | Isaac Schamis, Danny Segal                | 28 marca 2018     |

### Sezon 2 (2019)
| Nr | #  | Tytuł                     | Reżyseria        | Scenariusz                          | Premiera Freeform |
| -- | -- | ------------------------- | ---------------- | ----------------------------------- | ----------------- |
| 14 | 1  | Better                    | Pete Chatmon     | Melanie Kirschbaum, Alexandra Decas | 2 stycznia 2019   |
| 15 | 2  | Nothing Was The Same      | Pete Chatmon     | Vanessa McGee                       | 2 stycznia 2019   |
| 16 | 3  | New Rules                 | Sam Bailey       | Lisa McQuillan                      | 9 stycznia 2019   |
| 17 | 4  | In My Feelings            | Sam Bailey       | Crystal Jenkins                     | 16 stycznia 2019  |
| 18 | 5  | Girls Like You            | Todd Biermann    | Hailey Chavez                       | 23 stycznia 2019  |
| 19 | 6  | Love Galore               | Todd Biermann    | Wade Allain-Marcus                  | 30 stycznia 2019  |
| 20 | 7  | Messy                     | Linda Mendoza    | Richard Brandon Manus               | 6 lutego 2019     |
| 21 | 8  | Workin' Me                | Linda Mendoza    | Ritza Bloom                         | 13 lutego 2019    |
| 22 | 9  | Body Count                | Jude Weng        | Melanie Kirschbaum, Alexandra Decas | 20 lutego 2019    |
| 23 | 10 | Wild'n Cuz I'm Young      | Jude Weng        | Vanessa McGee                       | 27 lutego 2019    |
| 24 | 11 | Face the World            | Eric Dean Seaton | Jenifer Rice-Genzuk Henry           | 6 marca 2019      |
| 25 | 12 | Fake Love                 | Stella Meghie    | Craig Doyle                         | 5 czerwca 2019    |
| 26 | 13 | You Decide                | Pete Chatmon     | Crystal Jenkins                     | 12 czerwca 2019   |
| 27 | 14 | Can't Knock the Hustle    | Pete Chatmon     | Sara Lukasiewicz, Brady Morphy      | 19 czerwca 2019   |
| 28 | 15 | Tweakin'                  | Nick Wong        | Wade Allain-Marcus                  | 26 czerwca 2019   |
| 29 | 16 | Self Care                 | Amy Coughlin     | Lisa McQuillan                      | 3 lipca 2019      |
| 30 | 17 | Strictly 4 My...          | Amy Coughlin     | Jenifer Rice-Genzuk Henry           | 10 lipca 2019     |
| 31 | 18 | Nice for What             | Molly McGlynn    | Emily G. Miller                     | 17 lipca 2019     |
| 32 | 19 | Only Human                | Molly McGlynn    | Richard Brandon Manus               | 24 lipca 2019     |
| 33 | 20 | Mind Playing Tricks on Me | Kabir Akhtar     | Julie Bean                          | 31 lipca 2019     |
| 34 | 21 | Dreams and Nightmares     | Kabir Akhtar     | Jenifer Rice-Genzuk Henry           | 7 sierpnia 2019   |

### Sezon 3 (2020)
| Nr | # | Tytuł            | Reżyseria     | Scenariusz                           | Premiera Freeform |
| -- | - | ---------------- | ------------- | ------------------------------------ | ----------------- |
| 35 | 1 | Crunch Time      | Todd Biermann | Melanie Kirschbaum & Alexandra Decas | 16 stycznia 2020  |
| 36 | 2 | Damn             | Todd Biermann | Crystal Jenkins                      | 23 stycznia 2020  |
| 37 | 3 | Close Friends    |               |                                      | 30 stycznia 2020  |
| 38 | 4 | Thinkin Bout You |               |                                      | 6 lutego 2020     |
| 39 | 5 | Gut Feeling      |               |                                      | 13 lutego 2020    |
| 40 | 6 | Real Life S**t   |               |                                      | 20 lutego 2020    |
| 41 | 7 | Doin' The Most   |               |                                      | 27 lutego 2020    |

## Produkcja
Na początku kwietnia 2017 roku, do obsady dołączyli: Chris Parnell i  Trevor Jackson.
20 maja 2017 roku, stacja Freeform zamówiła pierwszy sezon serialu.
Na początku sierpnia 2017 roku, poinformowano, że Emily Arlook wcieli się w role  Nomi Segal.
W tym samym miesiącu, ogłoszono, że do obsady dołączyli: Francia Raisa jako  Ana Torres, Jordan Buhat jako Vivek Shah, Chloe Bailey jako Sky Forster oraz Halle Bailey jako Jazz Forster.
19 stycznia 2019 roku, stacja Freeform przedłużyła serial o drugi sezon,
5 lutego 2019 roku, stacja Freeform  przedłużyła serial o trzeci sezon.
18 stycznia 2020 roku  stacja Freeform ogłosiła zamówienie czwartego sezonu.